# Hyperboreus
Hyperboreus. Studia Classica ist der Name einer althistorischen Fachzeitschrift.
Der Hyperboreus wurde 1994 von der Bibliotheca Classica Petropolitana, in Person von Dimitri Panchenko, begründet und mit dem ersten Band 1995 herausgegeben. Mit der Bibliotheca Classica Petropolitana und der Zeitschrift Hyperboreus versuchen die russischen Altertumswissenschaften wieder einen Zugang zu westlichen Fachkollegen, Institutionen und Forschungen zu bekommen. Dabei wollen die Verantwortlichen nicht zuletzt an die vorrevolutionären Traditionen vor allem auf dem Gebiet der Epigraphik anknüpfen, die auch zu den Zeiten der Sowjetunion nie ganz verloren gingen. Der Hyperboreus ist demnach als Tor der russischen zur westlichen Althistorie vorgesehen. Publikationssprachen sind neben den gängigen Sprachen Englisch, Französisch, Deutsch und Italienisch auch Latein und Russisch. Russische Aufsätze werden in einer Zusammenfassung in einer westlichen Sprache auch für Wissenschaftler erschließbar gemacht, die des Russischen nicht mächtig sind.
Die Zeitschrift erscheint in jährlich zwei Heften und wird in Kommission vom Verlag C.H. Beck vertrieben. Neben Aufsätzen werden auch Rezensionen veröffentlicht.